# Clarence Seedorf
Clarence Clyde Seedorf (n. 1 aprilie 1976, Paramaribo, Surinam) este un fost mijlocaș neerlandez. Este singurul jucător care a câștigat Liga Campionilor UEFA cu trei cluburi diferite: Ajax Amsterdam (1995), Real Madrid, (1998) și AC Milan (2003, 2007); a mai jucat la Sampdoria, Internazionale Milano și este membru al echipei naționale de fotbal a Țărilor de Jos. Primul meci al lui Seedorf pe banca Milan, ca antrenor, a fost pe 18 ianuarie 2014 contra celor de la Hellas Verona.

## Carieră

### Ajax
Produs al celebrei Academii de Tineret Ajax, Seedorf și-a început cariera ca mijlocaș dreapta pentru Ajax la începutul anilor 1990. A debutat la profesioniști pe 29 noiembrie 1992 împotriva echipei Groningen, la vârsta de 16 ani și 242 de zile, devenind la acea vreme cel mai tânăr debutant pentru Ajax. S-a impus rapid ca prima opțiune pe postul său sub conducerea lui Louis van Gaal, iar în sezonul 1993-94, al doilea său la club, a ajutat echipa din Amsterdam să câștige tripla, asigurându-și titlul Eredivisie, Cupa KNVB și Supercupa Olandei în același an. Printre coechipierii săi s-a numărat și Frank Rijkaard, jucătorul pe care îl idolatriza în tinerețe.
În sezonul următor, Seedorf și-a ajutat echipa să obțină titluri consecutive în Supercupă și Eredivisie, precum și al patrulea trofeu al Cupei Europene, câștigând Liga Campionilor UEFA din 1994-95 după ce a învins AC Milan în finală. A jucat un rol cheie în finală înainte de a fi înlocuit în minutul 53 de atacantul Nwankwo Kanu. Patrick Kluivert a marcat un gol târziu, ducând Ajax la o victorie cu 1-0 asupra giganților italieni, pe care Seedorf avea să-i reprezinte mai târziu timp de un deceniu. În timp ce era la Ajax, a făcut parte dintr-un trio cunoscut sub numele de „De kabel”, compus din Edgar Davids, Patrick Kluivert și el însuși. Mai târziu, Winston Bogarde și Michael Reiziger aveau să fie adăugați la grup pentru a-l transforma într-un cvintet; ceea ce începuse ca o prietenie a fost preluat apoi în timpul UEFA Euro 1996 pentru a descrie grupul.

### Sampdoria
Alegând să nu-și prelungească contractul cu Ajax în urma succesului lor european și a hotărârii Bosman, Seedorf a semnat un contract pe un an cu echipa italiană Sampdoria din Serie A.[21] Deși nu a reușit să obțină niciun trofeu în primul său sezon la noul său club, Seedorf a jucat în 32 de meciuri, marcând trei goluri, ajutând echipa sa să ajungă pe locul opt în clasament, menținând în același timp forma pe care o demonstrase la Ajax în trecut. Seedorf a reușit apoi să obțină un transfer la Real Madrid, trecând în La Liga din Spania până la sfârșitul sezonului.

### Real Madrid
Seedorf s-a transferat la Real Madrid în 1996, unde a fost practic mereu prezent pentru Los Blancos în primele sale trei sezoane. În primul său sezon, a ajutat echipa să recâștige titlul La Liga, în timp ce în al doilea sezon, 1997–98, a jucat un rol major în succesul echipei în Liga Campionilor, Real Madrid obținând o victorie cu 1-0 împotriva lui Juventus în finală, câștigând al doilea titlu de Ligă a Campionilor din cariera sa.
În timp ce juca pentru Real Madrid, Seedorf a marcat un gol notabil de la distanță împotriva lui Atlético Madrid în 1997. La sfârșitul sezonului 1998-99, Real Madrid și Juventus au vrut să-l schimbe pe Seedorf cu Zinedine Zidane, dar tranzacția nu s-a încheiat, iar jucătorul francez a mai așteptat doi ani înainte de a se alătura lui Real Madrid.
Începând cu vara anului 1999, rolul lui Seedorf la Real Madrid a devenit mai puțin important în timpul mandatului antrenorului olandez Guus Hiddink la club. În cele din urmă, a fost transferat înapoi în Italia în sezonul 1999-2000, de data aceasta la Inter Milano, pentru o sumă de aproximativ 44 de miliarde de lire italiene (aproximativ 23 de milioane de euro).

### Inter Milano
Pe 24 decembrie 1999, Seedorf s-a transferat la Inter în urma unui contract de 24,35 milioane de dolari, după ce și-a consolidat locul în mijlocul terenului lui Real Madrid timp de peste trei ani. Deși a ajutat echipa să ajungă în finala Cupei Italiei mai târziu în acel sezon – o înfrângere generală cu 2-1 în fața lui Lazio, unde Seedorf a marcat singurul gol al lui Inter – Seedorf nu a putut contribui la aducerea unui trofeu major clubului. Cu toate acestea, mulți fani ai lui Inter îl amintesc pentru cele două goluri marcate împotriva lui Juventus într-un egal, scor 2-2, pe 9 martie 2002, ambele fiind șuturi superbe de la distanță.